# Meşəbaş
Meşəbaş è un comune dell'Azerbaigian situato nel distretto di Qax. Conta una popolazione di 382 abitanti.